# Irinotecan
Irinotecan, được bán dưới tên thương mại là Camptosar cùng một số những tên khác, là một loại thuốc được sử dụng để điều trị ung thư ruột kết, và ung thư phổi tế bào nhỏ. Nếu sử dụng để điều trị ung thư đại tràng, chúng có thể được sử dụng một mình hoặc phối hợp với fluorouracil. Đối với ung thư phổi tế bào nhỏ, chúng có thể được sử dụng cùng với cisplatin. Thuốc được tiêm chậm vào tĩnh mạch để vào cơ thể.
Các tác dụng phụ thường gặp bao gồm tiêu chảy, nôn mửa, ức chế tủy xương, rụng tóc, khó thở và sốt. Các tác dụng phụ nghiêm trọng khác có thể có như tạo cục máu đông, viêm ruột kết và các phản ứng dị ứng. Những người có hai bản sao của biến thể gen UGT1A1*28 có nguy cơ gặp các tác dụng phụ cao hơn. Sử dụng trong khi mang thai có thể gây hại cho em bé. Irinotecan thuộc nhóm thuốc ức chế topoisomerase. Chúng hoạt động bằng cách ức chế topoisomerase 1 dẫn đến làm tổn thương DNA và gây chết tế bào.
Irinotecan đã được phê duyệt để sử dụng y tế tại Hoa Kỳ vào năm 1996. Nó nằm trong danh sách các thuốc thiết yếu của Tổ chức Y tế Thế giới, tức là nhóm các loại thuốc hiệu quả và an toàn nhất cần thiết trong một hệ thống y tế. Tại Vương quốc Anh, chúng có sẵn dưới dạng thuốc gốc và chi phí được bán bởi NHS là khoảng 114,00 £ cho mỗi 100 mg. Thuốc được tinh chế từ camptothecin, một hợp chất tự nhiên.